# Río Calima
Der Río Calima ist ein etwa 150 km langer linker Nebenfluss des Río San Juan im Departamento Valle del Cauca im Westen Kolumbiens.

## Flusslauf
Der Río Calima entspringt in der Westkordillere. Das etwa 3400 m hoch gelegene Quellgebiet liegt an der Südostflanke des 3840 m hohen Cerro Calima. Der Río Calima fließt anfangs 30 km in überwiegend südöstlicher Richtung durch den Gebirgskamm. Er erreicht eine Beckenlandschaft und wendet sich nach Süden. Etwa bei Flusskilometer 121 erreicht er das nordöstliche Ende des Calima-Stausees. Der Río Calima wird auf einer Länge von 13 km aufgestaut. Unterhalb der Talsperre durchschneidet der Río Calima das Gebirge auf einem 35 km langen Abschnitt in westnordwestlicher Richtung. Der Fluss erreicht das westkolumbianische Küstentiefland, das er anschließend auf einer Strecke von 50 km in westlicher Richtung durchfließt. Auf den letzten 25 km wendet sich der Río Calima nach Nordwesten, bevor er den in westlicher Richtung strömenden Río San Juan trifft und in diesen mündet.

## Einzugsgebiet
Der Río Calima entwässert schätzungsweise ein Areal von 1300 km². Im Süden grenzt das Einzugsgebiet an das des Río Dagua, im Norden an das des Río Munguidó, ein weiterer Nebenfluss des Río San Juan.

## Wasserkraftnutzung
Etwa 110 km oberhalb der Mündung wurde am Río Calima in den Jahren 1961–1966 die Calima-Talsperre (⊙) errichtet. Der 20 km² große Stausee liegt auf einer Höhe von 1442 m. Er dient neben der Energiegewinnung auch als Erholungsziel.